# Leafless-Gruppe
Als Leafless-Gruppe wird eine Gruppe attischer Vasenmaler bezeichnet, die im schwarzfigurigen Stil im frühen 5. Jahrhundert v. Chr. tätig waren.
Die Gruppe setzt das Verzierungsschema der Augenschalen fort. Ihren Notnamen hat sie nach den blattlosen Zweigen, die in vielen Bildhintergründen gezeigt wurden. Auf den Innenbildern wurden häufig einfigurige Bilder oder Gorgonen dargestellt. Unter den Henkeln wurden Delphine, Vögel oder Blätter gemalt. Obwohl Augenschalen verziert wurden, verzichteten die Maler der Gruppe meist auf diese Augen. Oft werden dionysische Bilder gezeigt. Qualitativ sind diese Bilder meist schlecht, wenngleich es in derselben Zeit noch schlechtere Beispiele solcher Formen, etwa aus der Haimon-Gruppe, gibt. Neben Schalen wurden auch Kyathoi, Skyphoi und Mastoide Schalen in derselben Weise verziert. Die Skyphoi wurden in der Tradition der Weisse-Reiher-Werkstatt und deren Hauptvertreter, dem Theseus-Maler, verziert. Dies jedoch nur noch in schwacher Qualität.